# 달의 일식

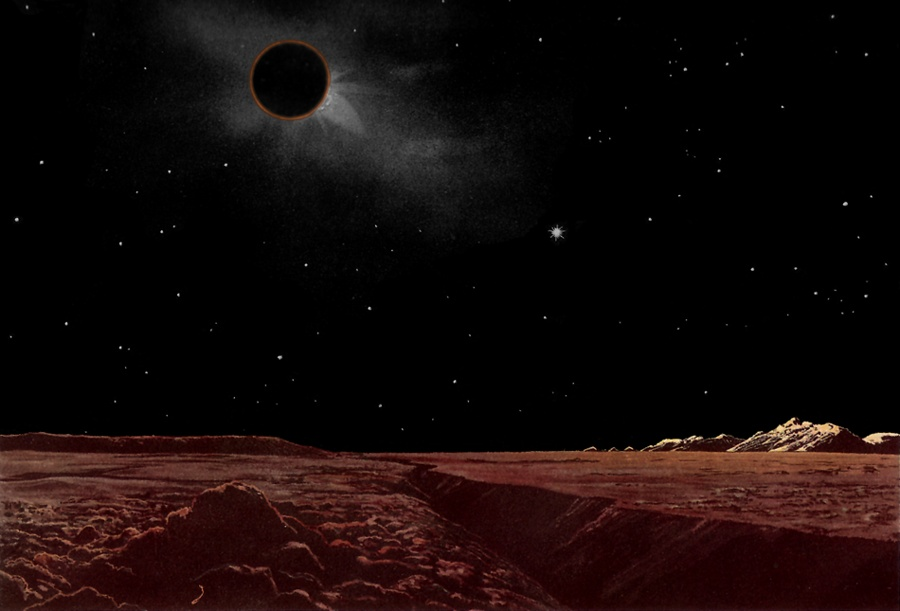
뤼시앵 뤼도가 그린 태양 식 장면으로, 달 표면에서 보았을 때의 모습이다.

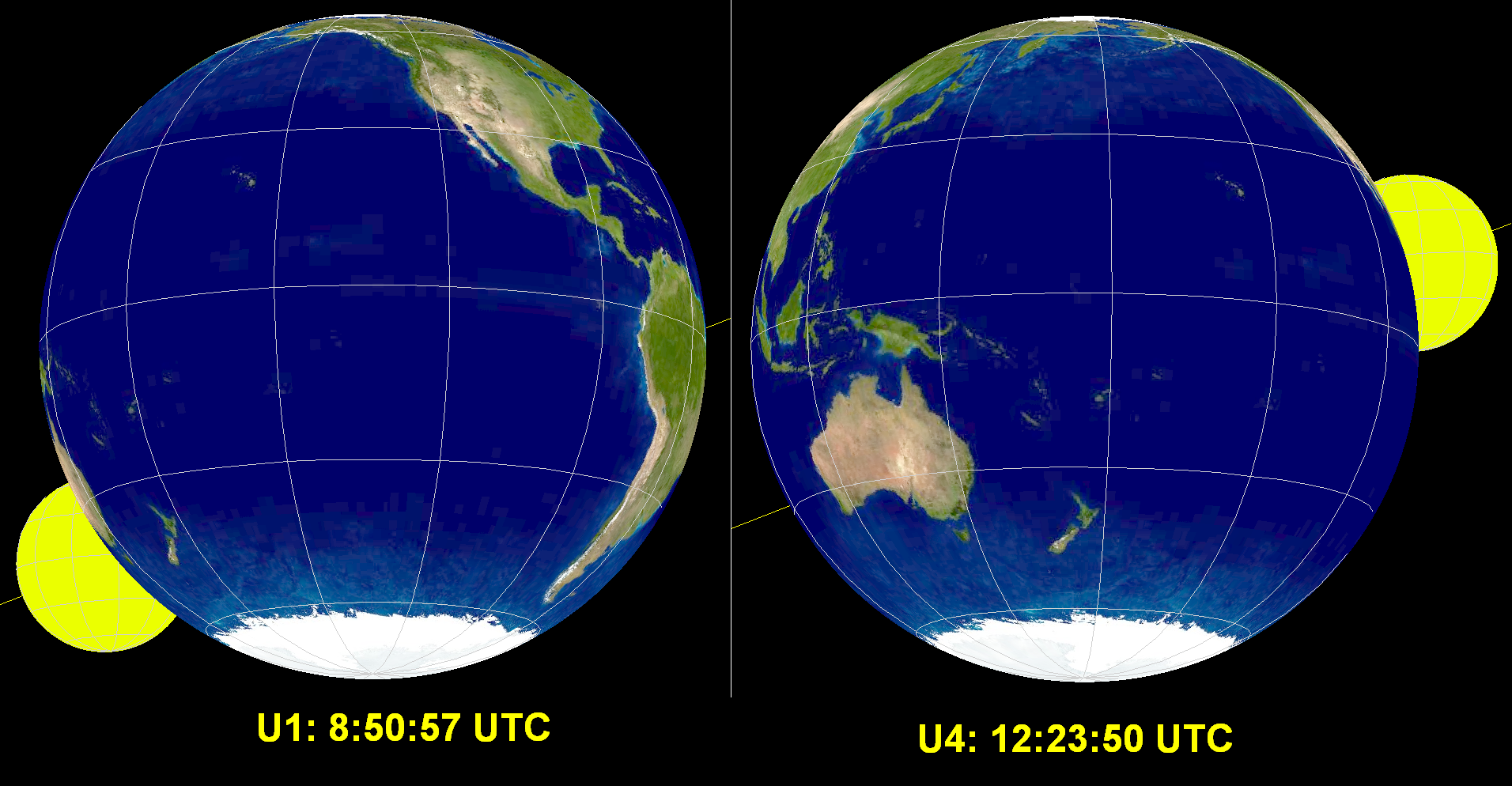
달 중심에서 바라본 2007년 8월 28일 월식의 시작과 끝 장면을 시뮬레이션한 모습이다.

달의 일식은 지구가 태양 앞으로 지나가면서 햇빛을 가릴 때 발생한다. 지구 관측자는 달에서 일식이 일어나는 동안 월식을 경험한다.
이러한 일식은 달의 앞면과, 칭동 시에 지구가 보이는 뒷면의 작은 부분에서만 관측된다. 이 영역은 달의 가시 영역을 구성한다. 이곳에서의 일식은 달의 일출과 일몰 때 관측되며, 앞면의 가장 먼 영역까지 확장되지만 주로 달의 극지방에서는 관측되지 않는다. 달이 지구 주위를 공전하는 동안 지구는 약 24시간마다 한 번씩 자전하지만, 하늘에서의 위치는 변하지 않고 한 위치에만 있다. 이는 태양계 내 다른 행성, 왜소행성 및 일부 소행성을 공전하는 다른 위성들과는 대조적이다. 그러나 태양계 외곽에서는 매우 드물게 발생한다.
마지막으로 달에서 일식이 일어난 것은 2025년 3월 14일의 개기 일식이었으며, 앞면 전체와 뒷면의 작은 주변 지역에서 개기식이 관측되었다. 블루 고스트는 이 영상을 촬영하고 사진을 찍었다. 다음 개기 일식은 2025년 9월까지 일어나지 않는다.

## 길이
최대 두 시간 반 동안 일식을 볼 수 있는 지구와 달리, 달의 한 지역에서 볼 수 있는 가장 긴 일식은 최대 다섯 시간 반 동안 지속된다. 그러나 달에서의 일부 긴 일식은 보통 한 지역에서 약 5시간 동안 지속되며, 지구 그림자는 최대 6시간 동안 달을 가릴 수 있다.
지구가 달에 약간 더 가까워질 때 일부 일식은 더 길어진다. 이러한 일식 동안 달은 지구에서 보이는 시직경이 태양의 시직경보다 더 크게 보인다. 반면에 지구가 달에서 약간 더 멀어질 때 일부 일식은 더 짧아진다. 지구에서 달은 태양의 시직경보다 더 작게 보인다.
일식이 시작하고 끝나는 장소가 다른 지구와 달리, 달의 모든 일식은 앞면의 가장 서쪽 부분에서 시작하여 앞면의 가장 동쪽 부분에서 끝난다.
극지방 근처 및 내에서 시작하는 일식은 항상 부분 일식이며, 적도에서 또는 그 근처에서 시작하는 일식은 항상 개기 일식이다.

## 반영 그림자
18세기에는 앞면 전체와 뒷면의 주변 부분이 부분 일식으로만 보이지 않는 마지막 세기였다. 지구에서는 반영 개기 월식으로 보인다.
달은 반영 내의 좁은 경로를 통과하며 본영 밖으로 나간다. 이것은 지구의 북쪽 또는 남쪽 반영 가장자리에서 발생할 수 있다.
이러한 일식은 달의 어떤 부분, 특히 극지방에서 개기식에 도달하지 않고도 최대 4시간 반 동안 지속될 수 있다.

## 지구 그림자의 중심

1967년 4월 월식 동안 서베이어 3호는 달 표면에서 일식을 촬영한 최초의 사진들을 찍었다. 이 사진들은 달 이외의 천체가 태양을 가리는 모습이 담긴 최초의 사진이기도 하다.

개기 일식 동안 지구는 달 그림자의 중심에 가장 작은 부분만 들어가지만, 달에서의 개기 일식 동안 지구 그림자의 중심은 달의 앞면 전체를 가리고 지구보다 훨씬 오래, 최대 1.8시간 동안 지속된다. 일부 개기-부분 일식은 달의 절반 또는 일부가 지구 그림자의 중심에 위치한다.
달에는 대기가 없으므로 본영 그림자가 검게 보이는 지구와 달리, 표면은 단종 척도에 따라 검을 뿐만 아니라 붉고 갈색으로 보인다. 이는 지구 가장자리에서 지구 대기를 통해 굴절된 햇빛만이 가능하기 때문이며, 이는 대기 고리를 형성한다.

### 개기식 지속 시간 동안의 온도

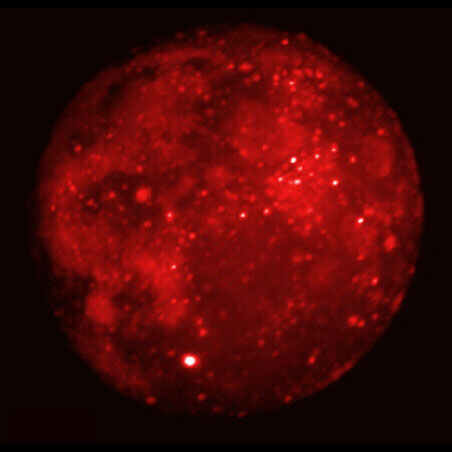
달의 중적외선 이미지는 1996년 9월 월식 동안 궤도 위성 MSX에 탑재된 SPIRIT-III 장비로 촬영되었다. 달에서는 일식으로 보인다. 이 파장에서 MSX는 일식 동안 달 표면의 열(온도) 분포를 특성화할 수 있었다. 가장 밝은 지역은 가장 따뜻하고, 가장 어두운 지역은 가장 시원하다. 잘 알려진 티코 충돌구는 중앙 남쪽에 있는 밝은 물체이다. 다른 많은 충돌구도 밝은 점으로 보이는데, 이는 주변의 어두운 마레보다 온도가 더 높다는 것을 나타낸다.

개기식이 오래 지속되는 일식 동안 달 표면의 온도는 급격히 떨어지지만 많은 바다 지역에서는 그렇지 않다. 그러나 일부 지역에서는 온도가 높게 유지된다. 이는 특히 폭풍의 바다와 고요의 바다 및 중대형 충돌구, 특히 현무암 바닥을 가진 충돌구와 주로 달의 중앙 부분, 일부 젊은 충돌구, 그리고 일부 먼 대형 충돌구, 특히 티코 (남위 43.31도에 위치)에 해당된다.
일반적으로 일식은 앞면의 가장자리, 뒷면 내, 또는 하단 및 대부분의 중간 부분에서는 관측되지 않는다. 그 주변에서는 하단 부분에서 관측되지 않는다. 해당 위치와 그 주변에서는 대부분의 충돌구 구덩이나 일부 충돌구 구덩이의 가장 낮은 부분에서는 일식이 전혀 관측되지 않는다. 태양이 결코 비치지 않는 극지방의 충돌구 구덩이에서는 일식이 전혀 관측되지 않는다. 북위 또는 남위 75도에서 80도 사이에서는 대부분의 충돌구 구덩이, 특히 중간 및 가장 낮은 부분에서는 일식이 전혀 관측되지 않는다.

## 역사
약 43억 년 전 달이 형성된 초기 달 역사에서 달은 지구에 더 가까이 공전했다. 일식의 개기 지속 시간은 현재 일식보다 더 길었다. 수백만 년 후 개기 지속 시간이 줄어들고 일식의 부분 지속 시간이 증가했다. 이 시기에는 일식이 더 자주 발생했다. 수천만 년 후 달 궤도가 지구에서 서서히 멀어지면서 일식 횟수가 줄어들었다. 태양의 채층까지 포함한 태양의 모습은 지구에 가려졌다. 약 수억 년 전에는 지구가 태양의 채층 전체를 가렸고, 개기 지속 시간은 부분 지속 시간보다 약간 더 길었다. 동시에 달에서는 부분 일식이 더 많이 발생했다. 달이 매년 약 3.8 센티미터 (1.5 in)씩 멀어짐에 따라 일식 개기 지속 시간은 서서히 줄어들고 부분 지속 시간은 서서히 늘어난다.

## 사로스 주기
달의 태양 사로스 주기는 지구의 월식 사로스 주기와 동일하다.

## 대중 문화
1928년부터 몇 년 동안 발행된 윌스 담배 한 갑에는 달에서 일어나는 일식을 대기 고리와 함께 보여주는 담배 카드가 포함되어 있다.

## 같이 보기
- 월식
- 단종 척도
- 화성의 일식
- 목성의 일식
- 해왕성의 일식
- 토성의 일식
- 천왕성의 일식

## 참고 문헌
1. 1 2  The Moon's surface appears red because the only sunlight available is refracted through Earth's atmosphere on the edges of Earth, as shown in the sky in this painting.
2. ↑  Earth would be at new phase completely dark, except for sunlight refracted through Earth's atmosphere, visible as a reddish ring of light.
3. ↑  “March 14, 2025: Total Solar Eclipse Diamond Ring Effect”. 《Firefly Aerospace / Blue Ghost Mission》. 2025년 3월 15일. 2025년 3월 18일에 확인함.
4. ↑  Lunar eclipses
5. ↑  “How & Why Solar Eclipses Happen”. 《American Astronomical Society》. 2016년 8월 22일. 2020년 2월 2일에 확인함.
6. ↑  Wood, Chuck (2004년 6월 30일). “Tobacco Lunar Science”. Lunar Photo of the Day.

### 관련 기사
- Wood, Chuck (2004년 6월 30일). “Tobacco Lunar Science”. Lunar Photo of the Day. 2010년 2월 22일에 원본 문서에서 보존된 문서. 2017년 9월 18일에 확인함. - 달에서 일식을 보여주는 첫 번째 카드
- Wood, Chuck (2005년 5월 13일). “Hotspots identified”. Lunar Photo of the Day. 2018년 5월 30일에 원본 문서에서 보존된 문서. 2017년 11월 20일에 확인함. - 일식 (지구에서의 월식) 동안 지구를 향한 반구에 있는 달의 핫스팟에 대해
- Caes, Danny (2010년 1월 17일). “Eclipse from the Moon”. Lunar Photo of the Day. 2015년 1월 14일에 원본 문서에서 보존된 문서. 2017년 8월 22일에 확인함.
- NASA Astronomy Picture of the Day: A Solar Eclipse from the Moon (7 April 2014)